# DAR-10
Die DAR-10 (bulg. ДАР-10) war ein bulgarisches Mehrzweckflugzeug, das um 1939 gebaut wurde. Sie war das einzige vollständig in Bulgarien entworfene und gebaute Flugzeug, das während des Zweiten Weltkrieges zum Einsatz kam. Das Flugzeug hatte ein starres Fahrgestell und wurde auch als zweisitziges Sturzkampfflugzeug in kleiner Stückzahl hergestellt.

## Geschichte
Die Entwicklungsarbeiten begannen 1939 im DAR-Werk Sofia und wurden von Zwetan Lazarow durchgeführt. Das Flugzeug war als freitragender Tiefdecker mit starrem, aerodynamisch verkleideten Fahrwerk ausgelegt. Der Rumpf bestand aus Metallrohren und war im Bugbereich mit Blech verkleidet und ansonsten mit Stoff bespannt. Die Tragflächen bestanden aus Holzholmen mit Sperrholzbeplankung. Neben Aufklärungsaufgaben sollte der Typ auch als leichter Bomber Verwendung finden, weshalb unter den Tragflächen Vorrichtungen zur Aufnahme von bis zu 500 kg Bombenlast angebracht wurden. Die Offensivbewaffnung bestand aus zwei deutschen 20-mm-Maschinenkanonen MG FF in den Tragflächen sowie zwei 7,92-mm-MG 17 in Tragflächengondeln. Der Beobachter/Bordschütze erhielt ebenfalls ein nach hinten feuerndes bewegliches MG 17.
Es entstanden zwei Prototypen. Die DAR-10A wurde in Lowetsch gebaut und mit einem Triebwerk Alfa Romeo 128 RC ausgestattet. Das andere Muster DAR-10F kam aus dem DAR-Werk Boshurischtsche und erhielt einen Fiat-A.74-RC-38-Motor. Der Erstflug erfolgte Anfang 1941, die Serienproduktion lief 1943 an. Da die Produktionskapazitäten von DAR aber sehr begrenzt waren, wurde nur eine kleine, nicht näher bekannte Anzahl DAR-10 produziert, die in einem Geschwader zum Einsatz kamen. Die bulgarische Regierung entschied sich stattdessen für die Beschaffung deutscher Junkers Ju 87.

## Technische Daten
| Kenngröße             | Daten DAR-10F                                                  |
| --------------------- | -------------------------------------------------------------- |
| Konstrukteur          | Zwetan Lazarow                                                 |
| Besatzung             | 2 (Pilot / Beobachter)                                         |
| Länge                 | 9,83 m                                                         |
| Spannweite            | 12,65 m                                                        |
| Höhe                  | 3,00 m                                                         |
| Flügelfläche          | 22,9 m²                                                        |
| Flügelstreckung       | 7,0                                                            |
| Leermasse             | 2030 kg                                                        |
| Startmasse            | normal 2900 kg maximal 3420 kg                                 |
| Antrieb               | ein Sternmotor Fiat A.74 RC38                                  |
| Leistung              | 716 kW (960 PS)                                                |
| Höchstgeschwindigkeit | 454 km/h in 5000 m Höhe                                        |
| Marschgeschwindigkeit | 285 km/h                                                       |
| Reichweite            | maximal 1400 km                                                |
| Bewaffnung            | zwei 20-mm-MK drei 7,92-mm-MG                                  |
| Abwurfmunition        | eine 500-kg-Bombe oder eine 250-kg-Bombe und vier 50-kg-Bomben |